# Getto w Sompolnie
Getto w Sompolnie – getto żydowskie utworzone podczas II wojny światowej przez okupantów na terenie Sompolna.

## Historia
W 1939 roku w Sompolnie mieszkało około 1200 Żydów. Po zajęciu przez Niemców Sompolna podczas kampanii wrześniowej wszyscy dorośli Żydzi w mieście zostali wezwani na rynek miejski, gdzie wygłoszono przed nimi przemówienie. Następnie pozwolono Żydom rozejść się do domów, mimo to, niemieccy żołnierze zaatakowali rozchodzących się Żydów, oskarżając ich o próbę ucieczki. Następnie zamknięto synagogę, którą zaczęto wykorzystywać jako magazyn. Niedługo później zamknięto lub ograbiono większość żydowskich sklepów, lokalni przestępcy wraz z Niemcami atakowali także żydowskie mieszkania.
W Sompolnie powołano 3-osobowy Judenrat, któremu nakazano codziennie dostarczać 50 Żydów do prac przymusowych. Wprowadzono także godzinę policyjną, obowiązującą codziennie po 20. Żydzi byli wykorzystywani do pracy przy sprzątaniu niemieckich domów, zamiatania ulic, czyszczenia toalet oraz rąbania drewna. Żydów zmuszono do rozwinięcia na ziemi zwojów Tory i tańczenia na nich, kilkukrotnie dochodziło także do pogromów.
Getto w Sompolnie powstało w 1940 roku, kiedy to wszystkich mieszkających w mieście Żydów zmuszono do opuszczenia swoich domów i przeniesienia się do budynków przy kilku ulicach na skraju miasta. W getcie mieszkało około 1200 Żydów z Sompolna oraz kilka rodzin żydowskich uchodźców z okolic Poznania. W 1941 roku około 200 osób zostało deprotowanych do obozów pracy w Niemczech. Więźniowie getta organizowali w tajemnicy uroczystości szabatowe. Przez cały okres funkcjonowania getta nie urodziło się w nim żadne dziecko, wojnę przeżyło tylko jedno żydowskie dziecko z Sompolna.
8 grudnia 1941 roku małą grupę Żydów wysłano do obozu zagłady w Chełmnie nad Nerem. 1 lutego 1942 roku do miasta przybyły oddziały policji. W nocy z 2 na 3 lutego funkcjonariusze Gestapo i policji niemieckiej wkroczyli do żydowskich mieszkań i nakazali im opuścić je. Żydzi zostali następnie przetransportowani ciężarówkami i przewiezieni na stację kolejową, gdzie zamknięto ich w drewnianym garażu. Niektórym Żydom udało się uciec ze stacji kolejowej i ukryć się u swoich polskich sąsiadów. Żydzi zostali następnie przetransportowani pociągiem do Koła, skąd następnie wysłano ich do obozu zagłady w Chełmnie.
Na miejscu pozostawiono część Żydów, którzy odpowiedzialni byli za uporządkowanie obszaru po getcie, zostali oni następnie przesłani do getta łódzkiego. Na początku marca 1942 roku urządzono w mieście wyprzedaż mienia żydowskiego. W tym samym roku zlikwidowano także cmentarz żydowski.